# Абрамов, Михаил Андреевич
Михаил Андреевич Абрамов (род. 16 декабря 1998, Нерюнгри, Якутия) — российский хоккеист, нападающий.

## Биография
Уроженец Нерюнгри, начинал заниматься хоккеем в новокузнецком «Металлурге». С 2011 года — в Санкт-Петербурге, где играл в школах «Серебряные львы» (2011—2013), «Форвард» (2013—2014, 2015—2016), «Динамо» (2014—2015).
В МХЛ играл за команды МХК «Динамо» Санкт-Петербург (2015/16 — 2016/17), «Серебряные львы» (2017/18), «КРС Хэйлунцзян» (2018/19). Выступал в ВХЛ за КРС-ОЭРДЖИ / ОЭРДЖИ (2018/19 — 2019/20), «Лада» Тольятти (2020/21). Сезон-2021/22 начал в команде ВХЛ «Металлург» Новокузнецк, но вскоре перешёл в «Куньлунь Ред Стар», за который провёл 21 матч в КХЛ. 18 мая 2022 года перешёл в «Сочи». Сезон-2022/23 начал в команде ВХЛ «Ростов». Проведя три матча, стал выступать за «Сочи», в составе которого сыграл 12 матчей в КХЛ. В конце декабря перешёл в тюменский «Рубин». В следующем сезоне выступал за «Куньлунь Ред Стар» и красноярский «Сокол». С сезона-2024/25 — вновь в новокузнецком «Металлурге».